# أم!
أم! (بالإنجليزية: Mother!)‏ هو فيلم رعب نفسي أمريكي من تأليف واخراج دارين أرنوفسكي. وبطولة جينيفر لورنس وخافيير باردم وإد هاريس وميشيل فايفر. رشح الفيلم لنيل جائزة الأسد الذهبي في مهرجان البندقية السينمائي في سنة 2017، تم توزيع الفيلم من قبل شركة باراماونت بيكتشرز، أثار الفيلم جدل كبير بسبب التشبيهات الإنجيلية ألتي فيه والعنف الكبير فيه.

## القصة
قصة فيلم تتكلم عن امرأة وزوجها الشاعر يعيشون في بيت قديم تقوم بترميمه، يأتيه زوار كثر غرباء وزوجها يرحب بكل من يأتي لبيتهم، أول الزوار هم رجل وزوجته وبعد أن يرتكبوا معصية في البيت يتم طردهم. قصة الفيلم هي تشبيه لقصة الخليقة وتواصل البشر مع الله أو الشاعر بهذه القصة وردة فعل الأم الطبيعة عليها.

## البطولة
- جينيفر لورنس بدور الأم
- خافيير باردم بدور الشاعر
- إد هاريس بدور الرجل
- ميشيل فايفر بدور المرأة
- دومينال غليسون بدور الابن الأكبر
- بريان جليسون بدور الابن الأصغر
- كريستين ويج
- جوفان أديبو
- ستيفن متشاتي
- أماندا وورين
- لورانس لوبوف

## التقييم
حصل الفيلم على تقييم 69% من موقع الطماطم الفاسدة بناءً على 384 مراجعة في الموقع، وتم الإثناء في الموقع على أداء جينيفر لورنس. في موقع ميتاكريتيك حصل الفيلم على تقييم 75 من 100 وحصل على 51 نقد معظمها إيجابي.

## روابط خارجية
- الموقع الرسمي
- أم! على موقع IMDb (الإنجليزية)
- أم! على موقع ميتاكريتيك (الإنجليزية)
- أم! على موقع روتن توميتوز (الإنجليزية)
- أم! على موقع نتفليكس (الإنجليزية)
- أم! على موقع قاعدة بيانات الأفلام العربية
- أم! على موقع ألو سيني (الفرنسية)
- أم! على موقع Turner Classic Movies (الإنجليزية)
- أم! على موقع بوكس أوفيس موجو (الإنجليزية)
- أم! على موقع فيلمافينيتي (الإسبانية)
- أم! على موقع قاعدة بيانات الفيلم (الإنجليزية)